# Žalm 15
Žalm 15 („Hospodine, kdo smí přebývat v tvém stanu“) je biblický žalm. V překladech, které číslují podle Septuaginty, se jedná o 14. žalm. Žalm je nadepsán těmito slovy: „Žalm Davidův.“ Podle některých vykladačů toto nadepsání znamená, že žalm byl určen pro krále z Davidova rodu. Tradiční židovský výklad naproti tomu považuje žalmy, které jsou označeny Davidovým jménem, za ty, které sepsal přímo král David.

## Užití
Spis Šimuš Tehilim („Užití Žalmů“), jehož autorem je zřejmě židovský učenec Chaj Ga'on (939–1038), uvádí, že recitace 15. žalmu je prospěšná těm, kteří potřebují získat přízeň u lidí nebo potřebují ochranu před zlými duchy.